# Nordstarr
Nordstarr (Carex lapponica) är ett flerårigt halvgräs i starrsläktet, som förekommer i norra Nordamerika och norra Eurasien.

## Utseende
Nordstarren har smala blad, inte bredare än 1,5 millimeter. På axen, som nästan är klotrunda, sitter hanblommorna nederst och honblommorna överst. Den har elliptiska fruktgömmen, vilka först är grönaktiga för att sedan övergå i brunt.
Nordstarr har vissa likheter med gråstarr, men gråstarren är grövre och har till skillnad från nordstarren tydliga tuvor. Gråstarr har även bredare blad, dess ax är äggformade och fruktgömmena är mer avlånga.

## Utbredning
Nordstarr förekommer i norra Nordamerika och norra Eurasien, men är sällsynt på de flesta platser där del lever. Den föredrar att växa i myrar och andra fuktiga marker.

## Etymologi
Namnet lapponica är det latinska namnet på Lappland.